# Чумань
Чумань, Чумані (рум. Ciumani) — комуна у повіті Харгіта в Румунії. До складу комуни входить єдине село Чумань.
Комуна розташована на відстані 253 км на північ від Бухареста, 41 км на північний захід від М'єркуря-Чука, 146 км на схід від Клуж-Напоки, 113 км на північ від Брашова.

## Населення
За даними перепису населення 2002 року у комуні проживали 4493 особи.
Національний склад населення комуни:
| Національність | Кількість осіб | Відсоток |
| -------------- | -------------- | -------- |
| угорці         | 4460           | 99,3%    |
| румуни         | 20             | 0,4%     |
| цигани         | 9              | 0,2%     |
| німці          | 4              | 0,1%     |

Рідною мовою назвали:
| Мова      | Кількість осіб | Відсоток |
| --------- | -------------- | -------- |
| угорська  | 4460           | 99,3%    |
| румунська | 20             | 0,4%     |
| циганська | 9              | 0,2%     |
| німецька  | 4              | 0,1%     |

Склад населення комуни за віросповіданням:
| Релігія        | Кількість осіб | Відсоток |
| -------------- | -------------- | -------- |
| римо-католики  | 4401           | 98,0%    |
| реформати      | 60             | 1,3%     |
| православні    | 19             | 0,4%     |
| унітарії       | 10             | 0,2%     |
| греко-католики | 2              | < 0,1%   |
| не релігійні   | 1              | < 0,1%   |

## Зовнішні посилання
- Дані про комуну Чумань на сайті Ghidul Primăriilor [Архівовано 5 вересня 2012 у Wayback Machine.]